# 先見的ガバナンス
先見的ガバナンス（英: anticipatory governance）とは、技術が社会において特定の方向性をもって具体化される前に、健全な分析能力や有意な経験的知識を越えて、多様な素人や専門家の個人的および集合的な自己批判、想像力や試行錯誤からの学習を通じて社会や技術を統治（ガバナンス）することである。
米国の国家ナノテクノロジーイニシアティブ（National Nanotechnology Initiative, NNI）は、
1. 政策は社会において明確な因果関係を持つ、
2. 政策は自然界の明確な理解の上に立っている、
3. 現在進行しており、時として革命的な変化は科学的営為に固有のものである、

という暗黙的な先入観を正すため、先見的ガバナンスを開発する研究に助成している。